# Dennis Frederiksen
Dennis Hardy "Fergie" Frederiksen (15 de mayo de 1951-18 de enero de 2014) fue un cantante de rock estadounidense, vocalista de Trillion, Angel, Le Roux y Toto, así como vocalista de fondo para Survivor. Contribuyó en sencillos exitosos por tres años consecutivos, todos con diferentes bandas: "American Heartbeat" de Survivor en 1982, "Carrie Gone" de Le Roux en 1983 y "Stranger In Town" de Toto en 1984.
Frederiksen comenzó su carrera musical a la edad de 13 años, y se presentó en clubes y pubs a la edad de 15 con un grupo llamado Common People en Grand Rapids, MI.

## Discografía
- 1976: MSFunk: (performs on original live tracks)**
- 1978: Trillion: Trillion
- 1980: Can't Stop the Music OST (performs "Samantha" and "Sound of the City" as David London)
- 1981: David London: David London
- 1981-'82: Angel: (sings on "Whips", "Troubleshooter", and "Should Have Known Better")**
- 1982: Survivor: Eye of the Tiger*
- 1983: Le Roux: So Fired Up
- 1983: Le Roux: Live 1983**
- 1984: Abandon Shame: (sings on "Over Night Sensation")
- 1984: Toto: Isolation
- 1984: Toto: Dune OST*
- 1985: Toto: Live in Japan, 1985 (multiple versions)**
- 1986: Toto: Fahrenheit (sings on "Could This Be Love")*
- 1987: RTZ: (sings on original demo for "Face the Music")**
- 1987: Karo: Heavy Birthday (sings on "Ball of Fire")*
- 1995: Frederiksen/Phillips: Frederiksen/Phillips
- 1997: Joseph Williams: 3 (sings on "Goin' Home")*
- 1999: Fergie Frederiksen: Equilibrium
- 2000: AOR Live: Feat. LeRoux
- 2000: World Classic Rockers: World Classic Rockers Vol. 1
- 2001: Radioactive: Ceremony of Innocence (featured artist)
- 2002: Mecca: Mecca
- 2002: Voices of Classic Rock: Voices of Classic Rock**
- 2003: Radioactive: Yeah (featured artist)
- 2003: World Classic Rockers: World Classic Rockers Vol. 2
- 2004: AOR: Nothing But the Best (featured artist)
- 2005: Radioactive: Taken (featured artist)
- 2005: Northern Light: Northern Light (featured artist)
- 2007: Frederiksen/Denander: Baptism By Fire
- 2009: Myland: No Man's Land (Japanese bonus track)*
- 2009: AOR: Journey to L.A. (featured artist)
- 2011: Fergie Frederiksen: Happiness is the Road
- 2013: Fergie Frederiksen: Any Given Moment